# De Nijverheid (Ravenstein)
De molen De Nijverheid (voorheen ook tijdelijk De Raaf geheten) is een windmolen aan de Molensingel in de Nederlandse plaats Ravenstein (gemeente Oss). Het is een ronde stenen stellingmolen die als korenmolen is ingericht. De molen is in de jaren zestig van de 20e eeuw na een periode van verval gerestaureerd, waarna tot einde van de jaren 80 is gemalen. Hieraan kwam een einde door het overlijden van de toenmalige eigenaar. De Nijverheid is nu in handen van Stichting De Ravensteinse Molen. De laatste restauratie was in de jaren 90 van de 20e eeuw.

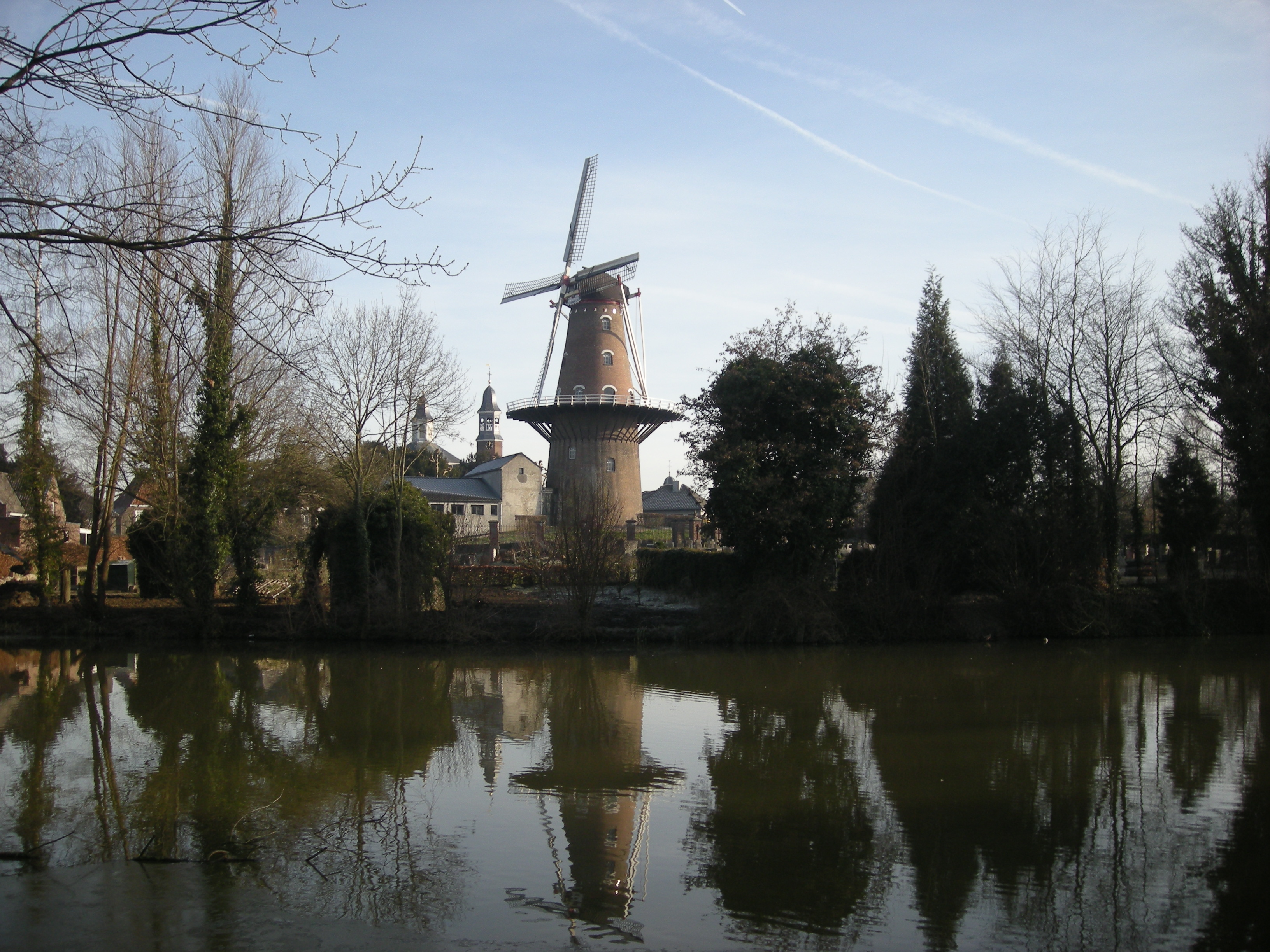

Op De Nijverheid wordt spelt gemalen en verkocht. In het bijgebouw van de molen is stadsbrouwerij Wilskracht gevestigd. De molen siert dan ook het etiket van de bierflesjes van de brouwerij.    

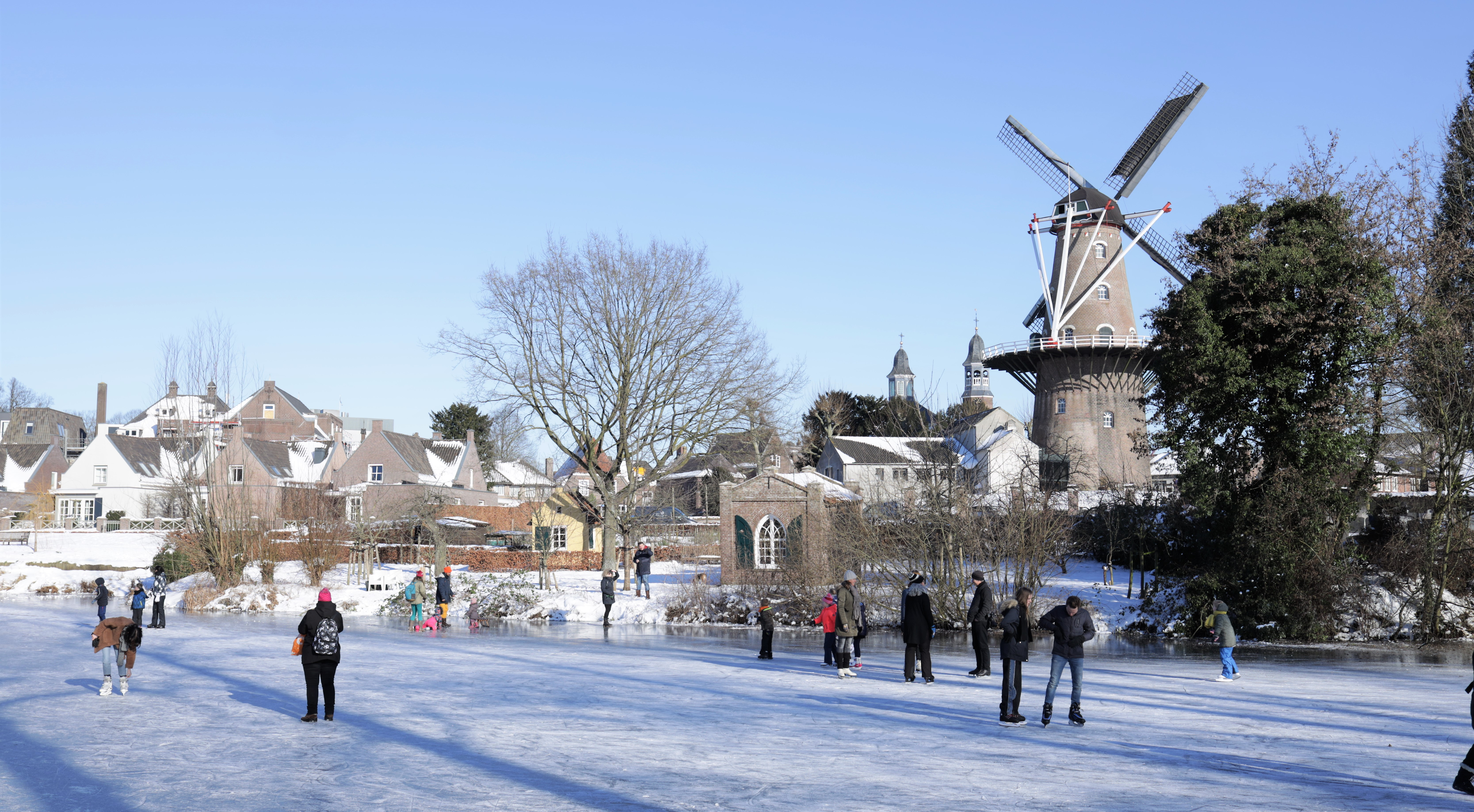
Schaatsende mensen op de gracht in Ravenstein, met de molen De Nijverheid als decor. Februari 2021.